# Akilles Järvinen
Pour les articles homonymes, voir Järvinen.
Akilles « Aki » Järvinen (né le 19 septembre 1905 à Jyväskylä - mort le 7 mars 1943 à Tampere) est un athlète finlandais spécialiste du décathlon.

## Carrière
Il grandit au sein d'une famille sportive. Son père, Verner Järvinen, est le vainqueur du concours du lancer du disque aux Jeux olympiques intercalaires de 1906 et le premier sportif finlandais titré dans une grande compétition internationale. Ses frères, dont Matti qui sera champion olympique et recordman du monde du lancer du javelot et Kalle Järvinen, 9e au lancer du poids en 1932, participeront aux Jeux olympiques.
Le Finlandais participe au concours du décathlon des Jeux olympiques de 1928 se déroulant à Amsterdam, remportant la médaille d'argent derrière son compatriote Paavo Yrjölä. Le 20 juin 1930, Aki Järvinen établit un nouveau record du monde du décathlon en totalisant 8 255 points lors de la réunion de Viipuri, améliorant de près de 200 points la meilleure performance mondiale de Paavo Yrjölä datant de 1928.
Aux Jeux olympiques de Los Angeles, en 1932, Järvinen bat le record d'Europe avec 8 292 points mais est devancé par l'Américain James Bausch qui lui ravit le record du monde. En 1934, Akilles Järvinen participe à la première édition des Championnats d'Europe d'athlétisme ayant lieu à Turin. Aligné dans l'épreuve du 400 mètres haies, il décroche la médaille d'argent en 53 s 7, s'inclinant de cinq dixièmes de seconde face à l'Allemand Hans Scheele.

## Palmarès
| Date | Compétition           | Lieu        | Place | Épreuve     |
| ---- | --------------------- | ----------- | ----- | ----------- |
| 1928 | Jeux olympiques       | Amsterdam   | 2e    | Décathlon   |
| 1932 | Jeux olympiques       | Los Angeles | 2e    | Décathlon   |
| 1934 | Championnats d'Europe | Turin       | 2e    | 400 m haies |

## Records personnels
- 100 m : 10 s 9
- Saut en longueur : 7,12 m
- Lancer du poids : 14,10 m
- Saut en hauteur : 1,80 m
- 400 m : 49 s 0
- 110 m haies : 15 s 2
- Lancer du disque : 36,95 m
- Saut à la perche : 3,60 m
- Lancer du javelot : 63,25 m
- 1 500 m : 4 min 47 s 0
- Décathlon : 8 292 points